# فرودگاه پلی کراسینگ
فرودگاه پلی کراسینگ (به انگلیسی: Pelly Crossing Airport) یک فرودگاه همگانی است که یک باند فرود شن دارد و طول باند آن ۱۰۰۷ متر است. این فرودگاه در کشور کانادا قرار دارد و در ارتفاع ۵۷۰ متری از سطح دریا واقع شده است.